# Smoothie
Un smoothie és un puré de fruites de consistència semblant a un batut que es comercialitza amb aquest nom per ser consumit com a beguda. Pot ser d'una sola fruita o de diverses barrejades. De vegades conté sucres i edulcorants afegits, i també pot ser que s'hi afegeixi algun altre ingredient, com ara plàtan, iogurt o gelificants industrials, amb l'objectiu d'espessir la beguda.
La paraula en anglès smoothie prové de smooth, que significa "suau".